# Carlos Quinchará
Carlos Javier Quinchará Forero (Bogotá, 27 de junio de 1988) es un triatleta colombiano. Compitió en los Juegos Olímpicos de Londres 2012 representando a Colombia